# Altaktionär
Als Altaktionär werden diejenigen Aktionäre einer Aktiengesellschaft bezeichnet, die vor einer Kapitalerhöhung oder der Emission von jungen Aktien bereits alte Aktien besessen haben.

## Allgemeines
Altaktionäre sind die bisherigen Gesellschafter einer Aktiengesellschaft. Der Begriff wird unter anderem bei einem Börsengang wie etwa bei Kapitalerhöhungen verwendet, um sie von den neuen Aktionären junger Aktien abzugrenzen. Die Altaktionäre sind bereits Gesellschafter, während die Neuaktionäre etwa beim Kapitalschnitt andere wirtschaftliche Verhältnisse der Aktiengesellschaft vorfinden können als bei den Altaktionären vorhanden waren.

## Hintergrund
Den Altaktionären steht gemäß § 186 AktG ein gesetzliches Bezugsrecht auf junge Aktien zu, das ihnen im Verhältnis zu den alten Aktien (Bezugsverhältnis) einen Verwässerungsschutz für ihre alten Aktien ermöglicht. Die Unterscheidung zwischen Alt- und Neuaktionären ist von Bedeutung, denn ohne die Bezugsrechtsgewährung würde sich ein Vermögensnachteil für den Altaktionär ergeben, dagegen ein Vermögensvorteil für den Neuaktionär.